# 十禅寺町停留場
十禅寺町停留場（じゅうぜんじまちていりゅうじょう）は、かつて熊本県熊本市にあった熊本市交通局川尻線に属した電停（廃駅）である。

## 構造
- 日吉神社前の専用軌道上に相対式2面2線の電停があった。

## 歴史
- 1926年（大正15年）10月12日 熊本電気軌道が世安橋 - 岡町間を新規開業と共に当駅も開設。
- 1945年（昭和20年）12月1日 熊本市が百貫線と共に川尻線買収、熊本市交通局の路線となる。
- 1965年（昭和40年）2月21日 川尻線廃止に伴い、当駅も廃止。

## 現在

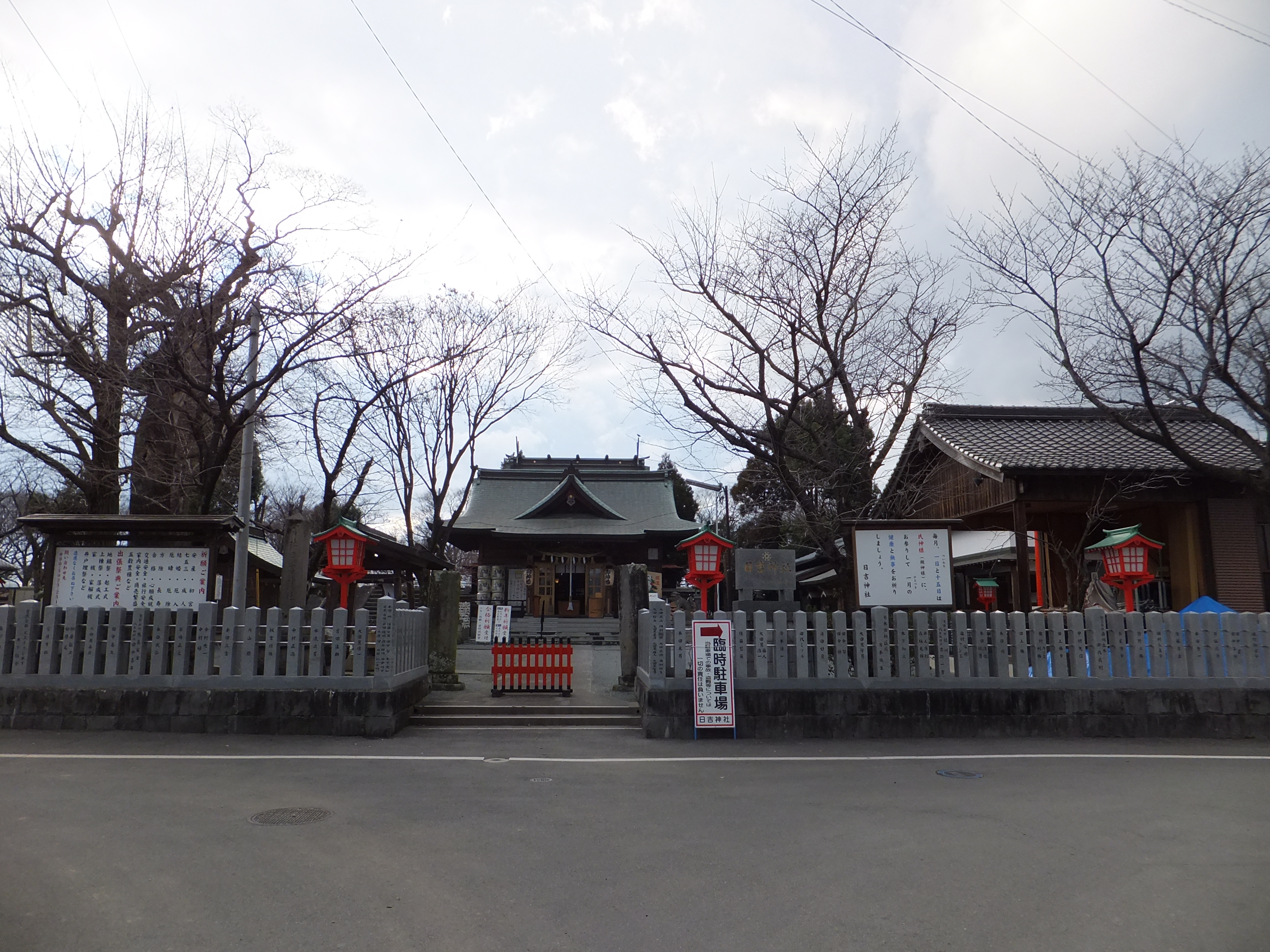
日吉神社

- 軌道跡は住宅街の市道になっている。

川尻線の面影は豊肥本線の「十禅寺ガード」と「日吉神社」がある。

## 隣の停留場
熊本市交通局
川尻線
世安車庫前電停 - 十禅寺町電停 - 平田町電停